# コンスタンディノス・コスモプロス
コンスタンティノス・コスモプーロス（Konstantinos Kosmopoulos ギリシア語: Κωνσταντίνος Κοσμόπουλος、1928年 - 2011年2月12日）は、ギリシャの政治家。1989年から1998年までの間、テッサロニキにて市長を務めた。
2011年2月12日、カフタンゾグリオ・スタジアムでの催し物の際に、心停止で83歳で亡くなっている。